# Grosvenor Place
Grosvenor Place è una strada di Londra, che parte da Hyde Park Corner lungo il lato ovest dei giardini di Buckingham Palace e si unisce a Grosvenor Place inferiore dove ci sono alcuni caffè e ristoranti. Unisce i Grosvenor Gardens collegandoli alla stazione ferroviaria di Victoria. Al n. 17 si trova l'ambasciata della Repubblica d'Irlanda.

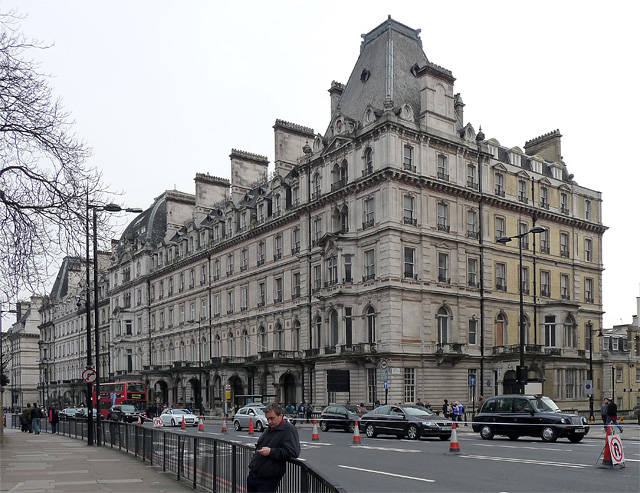
6-16 Grosvenor Place.
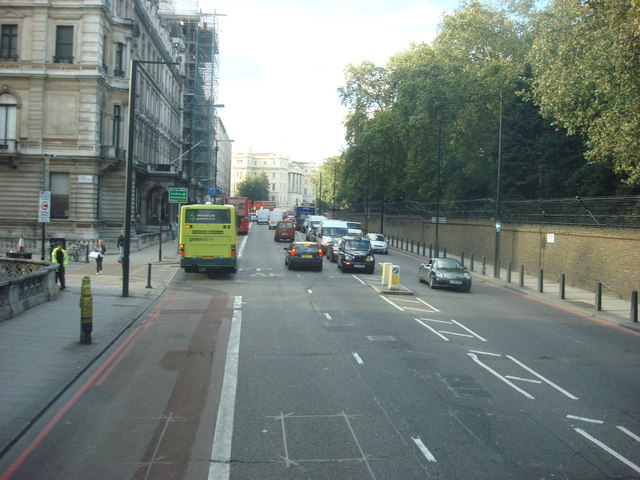
A302 Grosvenor Place.
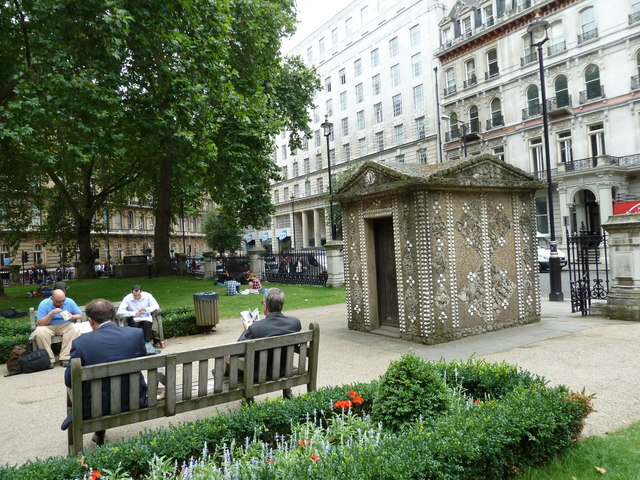
Grosvenor Gardens.